# Volkenschwand
Volkenschwand este o comună din landul Bavaria, Germania.
Se află la o altitudine de 503 m deasupra nivelului mării. Are o suprafață de 29,22 km² și 29,23 km². Populația este de 1.763 locuitori, determinată în 30 septembrie 2019, prin actualizare statistică[*].